# Dobermann (film)
Pour les articles homonymes, voir Dobermann (homonymie).
Pour plus de détails, voir Fiche technique et Distribution.
Dobermann est un film français réalisé par Jan Kounen et sorti en 1997. Il s'agit d'une adaptation cinématographique de la série de romans Le Dobermann de Joël Houssin, qui signe lui-même le scénario.
Dans le film, « Le Dobermann » et sa bande sont des pros de l'attaque de banque et de fourgons blindés. Aussi intéressée par le shoot d'adrénaline que par l'argent, cette bande criminelle est composée de Yann (le Dobermann), Nat (son égérie sourde), Moustique (le petit teigneux), Pitt Bull (spécialiste des attaques de boutique de luxe à la hache), Manu (Le frère de Nat), l'Abbé, Sonia (le travesti) et Léo. Le commissaire Sauveur Cristini, un psychopathe sadique, y voit une occasion de se dérouiller un peu. Envoyant promener l'IGS, l'administration et toute sa paperasse, accompagné de l'inspecteur Baumann, il se lance à la poursuite du Dobermann. Aussi bestial que le gang qu'il poursuit, Christini va tout faire pour renvoyer le Dobermann dans un trou bien profond, six pieds sous terre.

## Synopsis
Lors de la cérémonie de baptême de Yann Le Pentrec, Joe — son oncle borgne — décide de lui offrir pour cette occasion un puissant revolver .357 Magnum. Alors qu'il manipule l'arme dans l'enceinte de l'église, le dobermann d'un membre de la famille attaque Joe au bras pour défendre le nourrisson. Effrayé par les cris de Joe, le bébé se met à pleurer. Le dobermann toujours agrippé au bras de Joe finit par lui faire lâcher l'arme qui se retrouve dans le landau ce qui a pour effet de calmer immédiatement l'enfant.
Adulte, Yann que l'on surnomme "le Dobermann" ou "le Dob" est devenu un dangereux braqueur, qui manipule désormais le révolver (lourdement modifié pour tirer des mini-roquettes) pour braquer un fourgon de transport de fonds. Après avoir décimé l'équipe de sécurité et tourmenté le dernier survivant, il se rend avec sa complice Nat la Gitane, sourde et muette qui est également sa compagne, dans une casse pour faire disparaître la voiture qui lui a servi lors du braquage et rejoindre trois autres complices Manu, le frère de Nat, Léo et Sonia.
En parallèle, une équipe de policiers dirigés par le commissaire Clodarec surveillent le gang et essayent de trouver l'occasion de les arrêter tous lors d'un flagrant délit. Ils sont interrompus par le commissaire Cristini qui revient après une séance de torture sur un dealer et s'arrête devant une photo du Dobermann.
Le reste du gang est réfugié dans une luxueuse maison dont le propriétaire trader s'est suicidé après une faillite non sans avoir éliminé femme et enfants. Alors que "Moustique" et "Pitbull" sous l'arbitrage de "l'Abbé" jouent au tennis sous la surveillance à distance d'un policier, le Dob leur fait part de son nouveau plan et du nouvel armement, un fusil-mitrailleur M249 équipé d'un lance-grenades, qu'il a reçu pour leur prochain coup qui doit avoir lieu le lendemain.
Le lendemain, à l'aide de nombreux complices, le gang dissémine dans toute la ville des « fantômes ». De fausses alertes à la bombe dans le but de disperser les forces de police. Le plan fonctionne et l'équipe de Clodarec ne dispose plus de renforts, néanmoins ils arrivent à identifier, grâce à la filature, la banque qu'ils ont décidé d'attaquer à l'aide du fusil-mitrailleur avec lequel ils ont fait exploser le sas de sécurité. Clodarec convie Cristini à l'intervention qu'il monte dans la précipitation. Ce dernier refuse en disant que quand il va à un massacre, c'est lui qui organise. Malgré la mise en garde, Clodarec et son équipe se rendent à la banque. Sur place, il constate que le gang se sépare, renonçant à arrêter tout le groupe, Clodarec et son équipe décident d'intervenir pour arrêter Moustique et Pitbull qui sont restés dans la banque. Alors qu'ils ont pris position à l'extérieur, un policier est abattu d'une balle en pleine tête par Manu qui était en embuscade, Clodarec pour se protéger des tirs du sniper doit entrer en catastrophe dans la banque et se fait immédiatement passer à tabac par Moustique, qui le tape si violemment qu'il en casse son revolver, ce qui parallèlement lui sauvera la vie, car il ne peut plus tirer avec. Le Dobermann, averti par Manu de la présence de la police, décide de faire demi-tour pour leur venir en aide, sur le trajet, ils se font attaquer par le policier en moto qui était chargé de les filer. Après un échange de tirs, Léo attrape le motard et l'Abbé lui met une grenade dans le casque, il rejette le malheureux qui a la tête pulvérisée. De retour à la banque, tout le gang s'enfuit en tenant en respect les policiers.
Plus tard, Cristini et son adjoint ont décidé de suivre la piste d'un autre complice chargé de surveiller la Lamborghini de Moustique, un travesti se faisant appeler Sonia. Les deux policiers se rendent au domicile de la famille de Sonia qui contre toute attente passe pour un parfait fils de bonne famille, lui-même étant papa d'un jeune bébé. Cristini, fidèle à ses méthodes, malmène la famille d'Olivier/Sonia, le poussant à avouer sa double vie et son homosexualité à sa famille qui est dévastée. Voyant qu'il ne trahira pas Yann, il décide de mettre ses nerfs à l'épreuve en mettant une grenade dans les mains de son enfant, le bébé tapote la grenade sur son parc ce qui finit par faire craquer Olivier, qui lui avoue que le Dobermann sera avec son gang dans une boîte de nuit qui s'appelle le "Jo Hell"  le soir même pour célébrer son propre anniversaire. Cristini jubile et ordonne à Olivier de faire le mouchard.
Le soir, Cristini et Clodarec sont en planque près de la boîte de nuit, qui a une entrée en forme de tête de mort, et attendent que Olivier redevenu Sonia lui signale que le Dob est arrivé, pour être sûr que Sonia ne trahisse pas les policiers, ces derniers ont gardé son enfant avec eux. Dans la boîte de nuit, le gang est déjà sur place et discute déjà de leur prochain coup tout en consommant drogue et alcool. Quand le Dob et Nat finissent par arriver, Sonia actionne aussitôt le mouchard qu'il a sur lui prévenant Cristini. Clodarec, traumatisé par la perte de deux de ses hommes et son agression, veut avertir le préfet pour obtenir davantage de renforts, Cristini l'en dissuade sous la menace et affirme qu'il suffit d'attendre que le gang soit suffisamment drogué et alcoolisé pour les cueillir comme de vilains petits fruits mûrs. Alors que la soirée se passe à l'intérieur de la boîte de nuit et après que le Dob ait remis son cadeau à Sonia, ce dernier hésite à lui avouer la présence de la police, mais renonce à cause de son enfant qui risquerait de se retrouver entre deux feux. À l'extérieur, Clodarec change l'enfant de Sonia et se fait attaquer par-derrière, Cristini réagit en abattant l'assaillant qui se révèle être la mère de l'enfant. Manu qui était à l'extérieur de la boîte de nuit pour déféquer est témoin de la scène, mais aveuglé par la drogue, il s'approche pour comprendre ce qu'il se passe, alors qu'il lève son arme, il est touché au pénis par Cristini qui ordonne l'assaut de la boîte. Manu blessé arrive à retourner dans l'établissement pour prévenir le Dobermann, mais il est suivi de très près par des hommes du RAID qui, protégés derrière des boucliers, engagent une violente fusillade avec le Dob, Léo qui dormait sur le comptoir est tué, Nat est blessé à la jambe, Moustique s'est retiré avec une femme pour un rapport sexuel et n'est pas au courant du combat qui vient de s'engager et Pitbull est trop drogué pour intervenir et assiste aux événements avec excitation. Aidé par quelques autres complices, le Dobermann est conscient qu'il ne peut pas prendre le dessus sur les membres du RAID. Nat arrive à se procurer un lance-grenade sur un des policiers abattu par Yann. Nat et Yann attendent que les policiers du RAID rechargent leurs armes pour qu'ils puissent tirer au lance-grenade et à la mini-roquette sur les boucliers. Après une puissante explosion, le Dob peut enfin se réfugier dans les coulisses avec Manu et Joe, mais c'est Cristini qui entre dans la boîte de nuit et finit par capturer Nat qui ne pouvait pas se déplacer à cause de sa blessure. Moustique, de son côté, se fait arrêter par l'adjoint de Cristini mais, une fois seul avec lui, se fait abattre par l'Abbé qui était caché derrière un miroir sans tain à observer les ébats de Moustique. Les deux tentent de s'enfuir par l'arrière du bâtiment mais plusieurs policiers ont cerné le bâtiment, Moustique fait semblant de prendre en otage l'Abbé pour sortir, le subterfuge fonctionne quelques secondes, suffisamment pour abattre plusieurs policiers et éviter les tirs de riposte.
Après la fusillade, les pompiers évacuent les nombreux policiers blessés dans la fusillade alors que Cristini enrage de ne pas avoir capturé le Dob, par vengeance, il dit devant de nombreux témoins, sympathisants du gang, que c'est Sonia qui a vendu le Dob et ordonne qu'il soit relâché alors que tout le monde est embarqué, signant indirectement son arrêt de mort. Pitbull et Nat sont les seuls membres qui ont été capturés. Clodarec l'interroge alors que Cristini est en train de se droguer, voyant que Pitbull ne trahira pas, Cristini l'abat froidement et emmène Nat.
Yann qui a assisté au meurtre de Pitbull grâce à des caméras cachées est également témoin du suicide de Manu ne supportant pas l'idée de vivre sans pénis, il enrage voyant Cristini emmener sa compagne et ne peut intervenir car il est solidement escorté par des membres du RAID. Clodarec, constatant que Cristini a perdu le contrôle, essaye de l'empêcher de commettre l'irréparable mais est stoppé par les membres de son équipe. En parallèle, Yann cherche une issue par les égouts et sort non loin de la boîte de nuit et assiste au départ en voiture de Cristini et de Nat, il vole une ambulance et le pourchasse. Quand le commissaire se rend compte qu'il est suivi, il stoppe son véhicule et vide son arme sur l'ambulance quand celle-ci s'arrête à sa hauteur, sauf que Yann est discrètement descendu et monte côté passager au même moment où Cristini allait sortir. Il se retrouve la moitié supérieure de son corps à l'extérieur de la voiture alors que le Dobermann accélère. La voiture prend de la vitesse et les deux hommes luttent, le Dobermann prend le dessus sur Cristini qui est en mauvaise posture pour se défendre, Yann accélère tout en forçant la tête de Cristini à frotter sur le bitume puis il lui fait percuter une benne ce qui le tue.
Le lendemain, les membres survivants du gang organisent les obsèques symboliques de Sonia, Olivier ayant été finalement épargné, car c'est à cause de son enfant qu'il a été obligé de vendre le gang à Cristini. Alors qu'ils roulent sur une route de campagne et que la voiture s'éloigne, une vue d'une lunette de visée se forme sur la voiture et un bruit d'hélicoptère se fait entendre, laissant sous-entendre qu'un funeste destin attend les derniers membres du gang.

## Fiche technique
- Titre original : Dobermann
- Réalisation : Jan Kounen
- Scénario : Joël Houssin, d'après ses propres romans
- Musique : Schyzomaniac et François Roy
- Décors : Michel Barthelemy
- Costumes : Chattoune et Fab
- Photographie : Michel Amathieu
- Montage : Bénédicte Brunet
- Production : Frédérique Dumas-Zajdela et Éric Névé
- Société production :
- Distribution :
- Budget : 33 millions de francs
- Pays de production :  France
- Langue originale : français
- Format : couleurs - 2,35:1 - DTS / Dolby Digital - 35 mm
- Genre : action, policier, film de casse
- Durée : 103 minutes
- Date de sortie :
  - France : 18 juin 1997
- Classification :
  -  Classification CNC : interdit aux moins de 16 ans (visa d'exploitation no 89155 délivré le 27 mai 1997)[1]

## Distribution
- Vincent Cassel : Yann Le Pentrec « le Dobermann »
- Tchéky Karyo : le commissaire Sauveur Cristini « la Hyène »
- Monica Bellucci : Nathalie Vidal « Nat la gitane »
- Antoine Basler : Jean-Claude Ayache « Moustique »
- Dominique Bettenfeld : Élie Frossard « l'abbé »
- Pascal Demolon : Lefèvre / Emmanuelle (Drag queen)
- Marc Duret : l'inspecteur Baumann
- Romain Duris : Manu Vidal
- François Levantal : Léo
- Ivan Merat-Barboff : Silverberg
- Stéphane Metzger : Olivier Brachet, le travesti « Sonia »
- Chick Ortega : Jacky Sueur « Pitbull »
- Patrick Rocca : le commissaire Clodarec
- Florence Thomassin : Florence
- Roland Amstutz : Oncle Joe, vieux
- Jean Lescot : le père d'Oliver
- Arnaud Arbessier : Oncle Joe, jeune
- Laura Mañá : Victoria
- Francia Séguy : la cliente âgée à la banque
- Affif Ben Badra : le mac
- Marc Caro : un policier
- Julie Dossavi : une danseuse
- Niels Dubost : un policier
- Frédérique Dumas-Zajdela : une client de la banque de l'union
- Éric Névé : un client de la banque de l'union
- Gaspar Noé : le marchand de merguez
- Jan Kounen : l'homme à la banque

## Production

### Genèse
Ce premier long métrage de Jan Kounen est adapté d'une série de romans de Joël Houssin publiés à partir de 1981 dans la collection Spécial Police aux éditions Fleuve noir.

### Attribution des rôles
Au moment du tournage du film, Vincent Cassel n'est pas vraiment connu du grand public, puisque La Haine de Mathieu Kassovitz vient de sortir en salle. Idem pour Monica Bellucci qui n'a pas encore fait ses preuves au cinéma. Ils interprètent les rôles du Dob et de Nat la Gitane. La seule star confirmée du film est Tcheky Karyo qui incarne le commissaire Christini, dit « La Hyène ». Mais on retrouve aussi Romain Duris, vu dans Le Péril jeune, Antoine Basler dans le rôle de Moustique, Chick Ortéga dans celui de Pitbull et Stéphane Metzger dans celui du travesti Sonia. Enfin, Dominique Bettenfeld, acteur fétiche de Jan Kounen et inoubliable Léon dans Vibroboy, se retrouve dans le rôle du curé déjanté.
Jan Kounen fait une apparition caméo dans le film (l'homme du sas de la banque).
Alain de Greef apparaît dans la scène de la boîte de nuit. Il est un consommateur accoudé au comptoir[réf. nécessaire].

### Tournage
Le tournage débute le 3 juin 1996. Il se déroule à Paris, en Seine-Saint-Denis (canal de l'Ourcq, ancien bâtiment de la CCIP à Pantin), à Nanterre et dans l'Oise (forêt d'Halatte, l'église de Montagny-Sainte-Félicité).
Le bruit généré par le tournage des scènes d'action provoque un incident dans la rue du Théâtre dans le 15e arrondissement lorsqu'un homme a tiré sur l'équipe de tournage avec une arme à plomb faisant deux blessés.

### Musique
- Dobermann (Bienvenue dans le chaos) par Brune and Gaze.
- Voices of Lust par Brune.
- Voodoo People par The Prodigy (diffusé dans la boîte de nuit).

## Sortie et accueil

### Date de sortie
Dobermann est présenté aux professionnels lors du marché du film du 50e Festival de Cannes et est déjà acheté par Miramax pour un million de dollars. Aux États-Unis, le film est distribué par Dimension Films, une branche de Miramax[réf. nécessaire].

### Accueil critique
En France, le site Allociné propose une note moyenne de 3,3⁄5 provenant de 8 152 évaluations de spectateurs, et une note moyenne de 1⁄5 à partir de l'interprétation de critiques provenant de 2 titres de presse.

### Box-office
Le film réalise 800 000 entrées.

## Autour du film
- On peut apercevoir « Saïd baise la police » tagué sur le poteau dans la scène où Vincent Cassel parle la langue des signes avec Monica Bellucci, clin d’œil au film de 1995 de Mathieu Kassovitz, La Haine (1995).
- Provocation de la part de Jan Kounen à l'égard de la critique ? Manu utilise une page des Cahiers du cinéma en guise de papier toilette, devant la boîte de nuit[8].
- Lors de l'assaut de la police dans la boîte de nuit, les policiers derrière les boucliers sont de véritables membres du RAID[réf. nécessaire].
- Un extrait de son court métrage Gisèle Kérozène (1989) de Jan Kounen passe furtivement à la télévision de la villa.

## Projet de suite
En 2011, une suite, un temps intitulée Dobermann 2: Arm Wrestle, est annoncée. Plus tard, Vincent Cassel est annoncé et des rumeurs parlent de Nicolas Cage. Le scénariste Joël Houssin expliquera quelques années plus tard : « Les Américains de Hannibal Pictures ont annoncé que Cassel était d’accord avant qu’il ne donne sa réponse. Ils ont pensé un temps à Nicolas Cage mais ils n’ont pas trouvé le financement. J’ai écrit un scénario, Le Sang des flics ne sèche jamais… Ça pourrait faire un bon film, mais le scénario dort toujours, et sûrement pour très longtemps. »